# Kościół św. Leonarda w Troszynie Polskim
Kościół św. Leonarda w Troszynie Polskim – zabytkowy kościół w Troszynie Polskim (województwo mazowieckie).
Drewniany kościół zbudowano w 1636 w konstrukcji zrębowej. Budynek na planie prostokąta, jednonawowy, z trójbocznie zamkniętym prezbiterium, orientowany, nakryty dachem dwuspadowym, obecnie blaszanym.
Przy północnej ścianie znajduje się zakrystia i kruchta boczna, nakryte dachem pulpitowym, będącym przedłużeniem dachu znad nawy. Przy zachodniej ścianie znajduje się kruchta główna, nakryta daszkiem dwuspadowym.
Nad środkiem części kalenicy wznosi się czworoboczna sygnaturka.
Wewnątrz znajdują się zabytki z okresu budowy kościoła: Późnorenesansowe ołtarze (główny z obrazem "Matka Boża Niepokalanie Poczęta", datowanym na 1640 rok, boczny z obrazem "Św. Leonard" z XIX wieku) oraz ambona również z czasów budowy kościoła.
Na chórze znajduje się XVIII-wieczny pozytyw organowy w barokowej obudowie, z wiatrownicą klapowo-zasuwową, klawiaturą, dwoma mieszkami fałdowymi oraz kilkoma piszczałkami drewnianymi i metalowymi. Pozytyw ma 6 głosów oraz 45 klawiszy
Na placu przy kościele znajduje się współczesna dzwonnica parawanowa, murowana z cegieł, oszalowana drewnem.

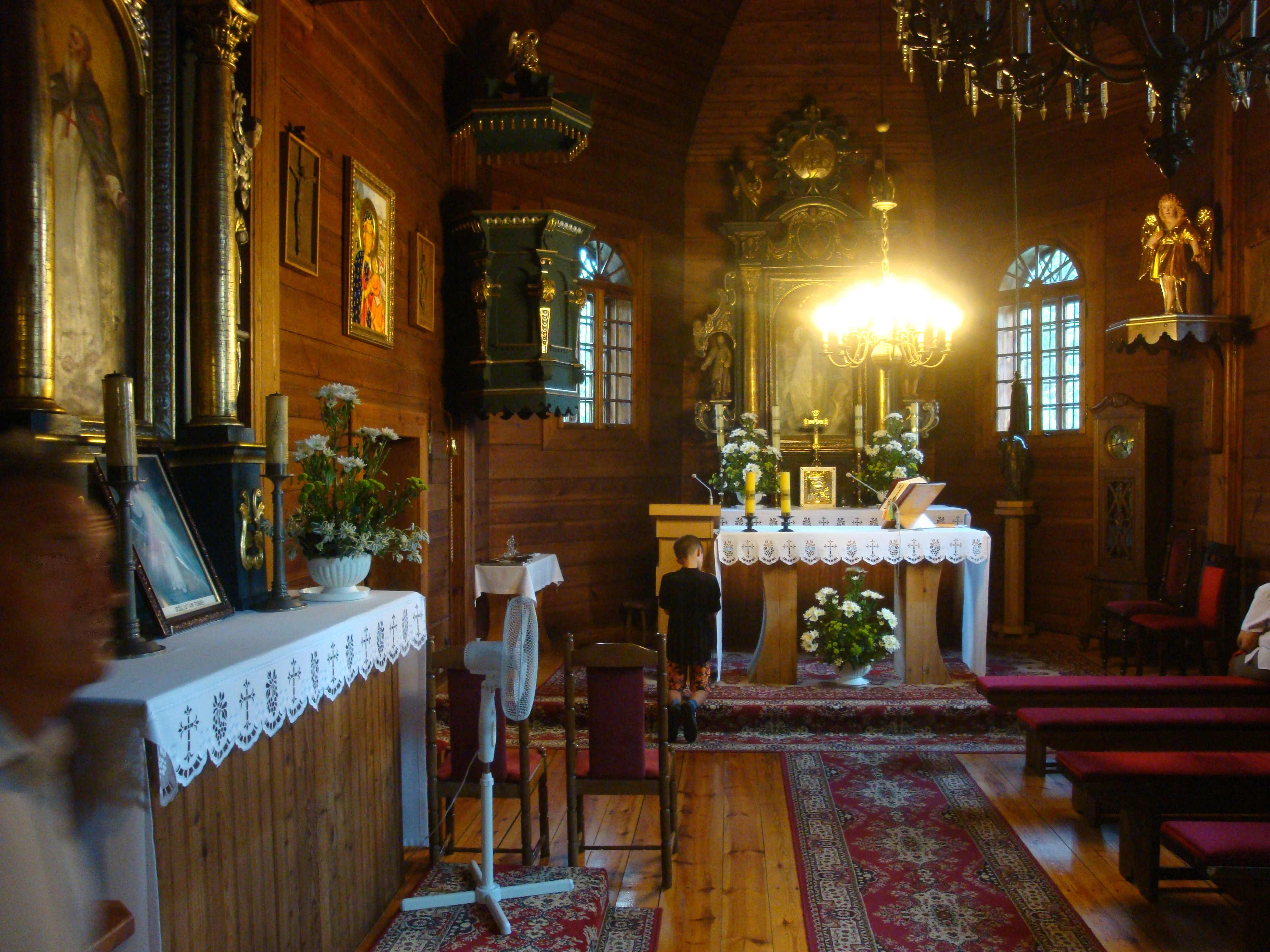
Wnętrze kościoła